# Kao Ping-tse
Kao Ping-tse (en chino, 高平子) (23 de diciembre de 1888 - 23 de marzo de 1970) fue un astrónomo chino, enteramente autodidacta en este campo.

## Semblanza
Kao nació en Shanghái. Su padre era un revolucionario, miembro del Jǔrén Imperial (舉人), y una figura clave de la Sociedad Nan (Sociedad del Sur, 南社) en la época final del período de la Dinastía Qing.
Trabajó en el Observatorio de Qingdao, recibido como compensación del Japón en 1924 después de la Conferencia de Washington de 1921. Por entonces Kao trabajaba en el Instituto de Astrofísica y de Astronomía de la Academia Sínica, uno de los fundadores del Observatorio de la Montaña Púrpura.
Durante la Segunda Guerra Mundial vivió en Shanghái, trasladándose a Taiwán en 1948, durante la guerra civil china. Murió en Taipéi.

## Eponimia
- El cráter lunar Kao lleva este nombre en su memoria.[2]